# Hartemita buteae
Hartemita buteae är en stekelart som beskrevs av S. Ahmad och Shuja-uddin 2004. Hartemita buteae ingår i släktet Hartemita och familjen bracksteklar. Inga underarter finns listade i Catalogue of Life.